# 世界大洪水
『世界大洪水』（せかいだいこうずい、原題: Deluge）は1933年に公開されたアメリカ映画である。未曾有の天変地異とそれによって荒廃した世界を描いた、いわゆる終末もののひとつ。原作はシドニー・ファウラー・ライトの同名小説(Deluge)である。

## キャスト
- クレア：ペギー・シャノン
- マーティン：シドニー・ブラックマー
- ヘレン：ロイズ・ウィルソン
- トム：マット・ムーア
- ジェプソン：フレッド・コーラー
- ノーウッド：ラルフ・ハロルド

## 散逸と再発見
リパブリック・ピクチャーズは後に本作の特撮パートを流用し、"S.O.S. Tidal Wave"（1939年）、"Dick Tracy vs Crime Inc"（1941年）、"King of the Rocket Men"（1949年）などを制作した。その数年後に本作品のフィルムは行方不明となり、長らく失われた映画とされてきた。
1981年、カンザスシティの映画配給者でコレクターのウェイド・ウィリアムズが、イタリアで本作のイタリア語版のフィルムを発見した。そのフィルムがあったのは、ウィリアムズの友人で映画監督のルイジ・コッツィが保有するローマの古い邸宅の地下室だった。ウィリアムズは、ローマで開催されたSFフェスティバルのゲストとして招かれていた。同じくゲストのフォレスト・J・アッカーマンが、この映画が「失われた映画」であることを確認した。ウィリアムズがフィルムの複製権を購入し、アッカーマンが複製を制作した。複製したフィルムは、ニューヨークのフィルム・フォーラムなどで上映された。エングルウッド・エンターテインメントは、イタリア語版に英語字幕をつけてVHSでリリースした。
2016年、オリジナルの英語版のフィルムが再発見された。ロブスター・フィルムズによってフィルムが修復され、2K画質でデジタル化された。この修復版はキノ・レパートリーによって劇場再公開された。2017年2月、キノ・ローバー・スタジオ・クラシックスによりblu-rayでリリースされた。